# VMware Workstation Player
VMware Workstation Player (voorheen VMware Player) is een freeware-virtualisatieprogramma van VMware waarmee besturingssystemen gedraaid kunnen worden binnen een ander besturingssysteem (virtualiseren). Het programma maakt gebruik van dezelfde virtualisatietechnieken als VMware Workstation, een vergelijkbaar programma met meer mogelijkheden dat echter niet gratis is. VMware Workstation Player is beschikbaar voor Windows en Linux.

## Versiegeschiedenis

### Versie 5.0
- Ondersteuning voor Windows 8
- Betere integratie met Windows
- Nieuwe apparaaticonen

### Versie 6.0
- Ondersteuning voor Windows 8.1

## Functies
- Ondersteuning voor Windows en Linux als host- en als gastbesturingssysteem
- Volledigschermmodus - virtuele machine in volledig scherm
- Muisintegratie - eenvoudig met de computermuis tussen host en gast wisselen
- Emulatie van computerhardware, inclusief audio- en videokaarten, diskettes en cd-romstations.